# Nevada State Route 895
Nevada State Route 895 (ook SR 895 of Preston Spur) is een 2 kilometer lange state route in de Amerikaanse staat Nevada, die van het dorp Preston naar de SR 318 loopt. De weg bevindt zich geheel binnen White Pine County. State Route 895 begint bij een Y-splitsing in Preston met de Morning Glory Lane en de Preston Loop. De state route gaat vervolgens door Preston en eindigt bij de SR 318. Dagelijks rijden er gemiddeld 80 voertuigen over de weg (2013).
In 1937 verscheen een groot stuk van de huidige weg op de kaart als onderdeel van de SR 37. In 1975 was het traject van de SR 37 veranderd en maakte de huidige State Route 895 geen deel meer uit van die weg. In 1976 kreeg de state route zijn huidige naam.